# Гельцер Катерина Василівна
Катерина Василівна Гельцер (нар. 2 [14] листопада 1876 — пом. 12 грудня 1962) — російська балерина, найбільша зірка радянського балету 1920-х років. Народна артистка Республіки (1925).

## Біографія
Народилася 2 (14) листопада 1876 року в Москві в артистичній родині. Батько — Василь Гельцер, артист балету Великого театру; дядько — Анатолій Гельцер — театральний художник. У 1894 році по закінченні Московської балетної школи працювала у Большому театрі. У 1896—1898 роках виступала на сцені Маріїнського театру. Виступала в багатьох постановках балетмейстера М. І. Петіпа, що наклало великий відбиток на творчість балерини.
З 1898 по 1935 роки Гельцер виступала на сцені Большого театру. З 1910 року в складі антрепризи С. П. Дягілєва брала участь у гастрольних поїздках за кордон.
Після жовтневої революції, коли майже всі зірки російського балету емігрували до Європи, вона виявилася в становищі «справжньої господині Большого театру». Вона першою з артистів балету удостоїлася звання «народної». У навколотеатральних колах лідируюче становище настільки вікової балерини пояснювали особливим благоволінням до неї з боку наркома освіти Луначарського.
У 1920-ті роки Гельцер була пов'язана узами шлюбу зі своїм багаторічним партнером по сцені — Василем Тихомировим. Їх творчий тандем зберігся і після того, як сім'я розпалася. «І хоча у Тихомирова була нова родина, для балерини стало природним щодня турбуватися про нього, дзвонити по телефону».
Сценічна манера Катерини Гельцер являла собою синтез бездоганної техніки виконання, музикальності, виразності танцю з підвищеною увагою до внутрішнього життя сценічного образу. Величезний успіх мала 50-річна Гельцер у першому радянському балеті «Червоний мак».
За офіційною версією, дітей у Гельцер не було, проте в 2005 році телеканал «Культура» продемонстрував документальний фільм, де стверджувалося, що до революції Гельцер була практично цивільною дружиною Карла Маннергейма, що вони ледь не повінчалися в 1924 році у церкві на Кухарській і що у них був спільний син Еміль. Біографами Маннергейма ця інформація не підтверджується.
У 1930-х роках Гельцер гастролювала по СРСР. Її останні виступи відбулися у вельми похилому віці, у 1942—1944 роках. Далі працювала як педагог-консультант. Ігор Моїсеєв згадував про початок своєї кар'єри у Большому театрі:
|  | «Хоч Тихомиров і був господарем театру, але прима-балерина Катерина Василівна Гельцер була господинею Тихомирова. До цього часу Гельцер була немолода і дуже важка, піднімати її міг тільки Іван Смольцов. Але і той зірвав на ній собі спину. А Гельцер був потрібен кавалер для гастролей. І тоді хтось їй порадив: «Спробуйте Моїсеєва, він спортсмен, він сильний». <...> Мені все це дуже не подобалося, я був як би на послуги. Одного разу, пам'ятаю, йшла «Вакханалія» Сен-Санса - я підхоплюю Гельцер на руки, починаю кружляти, кружляти, кружляти і ... у мене вже переплуталося все - де зал, де задник, я біжу прямо на темні лаштунки, а позаду них - стіна, і з розбігу я її кидаю об стіну.» |

 
Катерина Гельцер жила в Москві, в будинку артистів МХТ в Брюсовому провулку (№ 17). У 1964 році на фасаді будівлі була встановлена меморіальна дошка на її честь (скульптор О. В. Пекарєв, архітектор Г. П. Луцький).
Померла 12 грудня 1962 року. Похована в Москві на Новодівичому кладовищі (ділянка № 3, фото могили).

## Репертуар
- «Раймонда» О. К. Глазунова, постановки 1900, 1908 і 1918 років (у версії 1900 року не перша виконавиця) — Раймонда, Панадерос
- 1910 — «Саламбо» А. Ф. Арендса — Саламбо
- 1927 — «Червоний мак» Р. М. Глієра — Тао Хоа
- «Спляча красуня» П. І. Чайковського — Аврора, фея Кандид, Фея діамантів,  Біла кішечка
- «Лебедине озеро» П. І. Чайковського — Одетта—Оділлія
- «Есмеральда» Ц. Пуні — Есмеральда
- «Коник-горбоконик» Ц. Пуні — Цар-дівиця, Фреска
- 1912 — «Корсар» А. Адана — Медора
- «Даремна обережність» П. Л. Гертеля — Ліза
- «Коппелія» — Робота
- «Дочка Мікадо» — Осінь, царівна О-Йоша
- «Чарівний башмачок» — Попелюшка
- «Наяда і рибалка» — Наяда
- «Привал кавалерії» — Тереза
- «Баядерка» — Нікія
- «Лускунчик» — фея Драже
- «Жізель» — Мірта
- «Дочка Гудули» — Венера
- «Дон Кіхот» — Кітрі, Мерседес
- «Дочка фараона» — Бінт-Анта
- «Зірки» — Клермонт
- «Чарівне дзеркало» — Принцеса
- «Золота рибка» — Золота рибка
- «Сильфіда» — Сильфіда

## Фільмографія
У 1913 році Катерина Гельцер знялася у фільмах-балетах студії «Братів Пате» «Коппелія» (Франц — Леонід Жуков, Коппеліус — Володимир Рябцев) і «Вакханалія» (танці з опери «Самсон і Даліла»). Обидві зйомки режисера Кая Ганзена були втрачені.

## Колекція
Катерина Гельцер володіла значною колекцією творів мистецтва. Її цінність була настільки висока, що в 1941 році, коли фронт наближався до Москви, рішенням Комітету у справах мистецтв при Раді міністрів СРСР зібрання було включено до числа найбільш значущих особистих колекцій і підлягало евакуації в тил поряд з колекцій державних музеїв.

## Нагороди та премії
- Сталінська премія первой степени (1943) — за многолетние выдающиеся достижения
- народная артистка Республики (1925)
- орден Ленина (02.06.1937)
- орден Трудового Красного Знамени
- медали

### У мемуарній літературі
- Гоголева Е. Н. На сцене и в жизни [Архівовано 27 вересня 2019 у Wayback Machine.]. — 2-е изд., испр. и доп. — М.: «Искусство», 1989. — С. 96—100. — 297 с. — (Театральные мемуары). — 30 000 экз. — ISBN 5210003736.
- Холфина С. С. Вспоминая мастеров московского балета… — М.: «Искусство», 1990. — С. 110—136. — 377 с. — (Театральные мемуары). — 30 000 экз. — ISBN 5210003728.